# Technites
Technites är ett släkte av skalbaggar. Technites ingår i familjen vivlar.
Kladogram enligt Catalogue of Life:
| Technites | \| \| Technites trifasciatus \| \| \| \| |
|           | \| \| Technites trifasciatus \| \| \| \| |
|           | Technites trifasciatus                   |
|           |                                          |